# Срок времени
«Срок времени» или «Порядок времени» (итал. L'ordine del tempo) — фильм итальянского режиссёра Лилианы Кавани, с Клаудией Джерини и Рихардом Заммелем в главных ролях. Премьера фильма состоялась на 80-м Венецианском кинофестивале в августе 2023 года.

## Сюжет
Главные герои собираются на вилле, но внезапно узнают, что до конца света осталось всего несколько часов. Фильм является художественной адаптацией научной работы физика Карло Ровелли об относительности времени и пространства.

## В ролях
- Алессандро Гассман — Пьетро
- Клаудия Джерини — Эльза
- Рихард Заммель — Виктор
- Эдоардо Лео — Энрико
- Ксения Раппопорт — Паола
- Валентина Черви — Грета
- Анхела Молина — сестра Рафаэлла
- Франческа Инауди — Джулия

## Премьера и восприятие
Фильм был показан на 80-м Венецианском кинофестивале в августе 2023 года во внеконкурсной программе.
Шведский критик Ян Лумхольдт (Cineuropa) в своей рецензии отмечает неровный сюжет и то, что фильм будто представляет собой несколько разных короткометражек, не создавая впечатления цельного произведения. По его мнению, «лучшие и, возможно, самые „каванские“ моменты — это несколько сцен между Джулией и замечательной монахиней (сыгранной не менее замечательной Анхелой Молиной), обсуждающими экзистенциальные основы и представляющими религию как прагматизм». 
Мишель Э. Хокинс из BMA Magazine оценила работу Кавани на 3,5/4. Она похвалила актёрское исполнение и «великолепную экранную химию» персонажей. 
Автор «ПрофиСинема» Нина Ромодановская осталась невысокого мнения о фильме: «Режиссёр использует исследования Ровелли по теории относительности и теории вероятностей, однако делает это очень небрежно, из-за чего фильм превращается в череду глубокомысленных, но при этом неинтересных, размышлений картонных персонажей».